# Campionato Italiano di Prima Categoria 1909

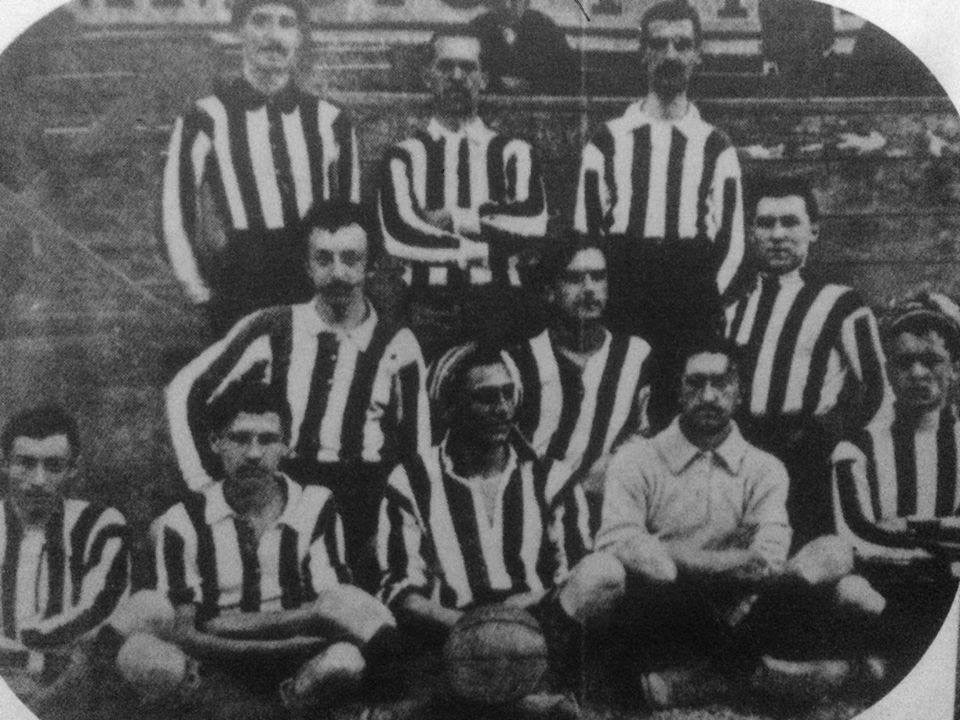
La Juventus del 1909, vincitrice del titolo "italiano" poi disconosciuto dalla Federazione

Il Campionato italiano di Prima Categoria 1909 fu un'edizione del campionato italiano di calcio organizzata ma successivamente disconosciuta dalla Federazione Italiana del Football (FIF) per il boicottaggio attuato sia dai Football Club, ovvero le società con soci e calciatori di cittadinanza straniera, che soprattutto dai campioni in carica della Pro Vercelli, all'epoca una Società Ginnica.
Il torneo, vinto dalla Juventus, assegnava il tradizionale di titolo di "Campione d'Italia" e si svolse successivamente al Campionato Federale di Prima Categoria 1909, il quale attribuiva invece il riconoscimento creato l’anno prima di "Campione Federale d'Italia". Tuttavia, il suddetto sabotaggio del Campionato Italiano determinò in itinere la sua delegittimazione e il riconoscimento della Pro Vercelli campione federale, che aveva dimostrato la sua superiorità nel torneo più partecipato e quindi più rappresentativo, come campione nazionale assoluto a opera della FIF (divenuta nel frattempo FIGC).

## Stagione

### Novità

#### Un campionato boicottato
Nella burrascosa stagione 1907-1908, il tentativo da parte della Federcalcio di limitare la presenza dei calciatori stranieri, stabilendo di istituire un "campionato federale" aperto agli stranieri e parallelo a quello "italiano" autarchico, era sfociato nel ritiro per protesta di Milan, Torino e Genoa, le quali contestarono la decisione istituzionale di sottrarre agli atleti stranieri il diritto di competere per il titolo di "Campione d'Italia" e di obbligarli a disputarsi il minor riconoscimento di "Campione Federale". Nel settembre 1908 si tenne, perciò, a Milano una riunione di mediazione fra le società e la Federcalcio, nella quale si propose di chiamare i due campionati Campionato Italiano Nazionale e Campionato Italiano Federale, onde eliminare la differenziazione giuridica fra i due tornei.
All'assemblea dell'8 novembre 1908, la stessa in cui si decise di assegnare definitivamente la Coppa Spensley al Milan — fatto che contribuì a invalidare il campionato federale del 1908 —, il cambiamento di denominazione richiesto dai dissidenti venne però rifiutato, e così mantenuta in toto la formula della stagione precedente. La reazione dei Football Clubs al nuovo affronto subito fu stavolta più tattica: agendo esattamente all'opposto rispetto all'anno prima, parteciparono al gran completo al campionato federale in modo da renderlo il solo campionato di rilievo, continuarono il boicottaggio del campionato italiano rendendolo irreale nei suoi esiti di fronte all'opinione pubblica, e rinviarono all'anno seguente la ricomposizione del braccio di ferro con la Federazione.

### Avvenimenti

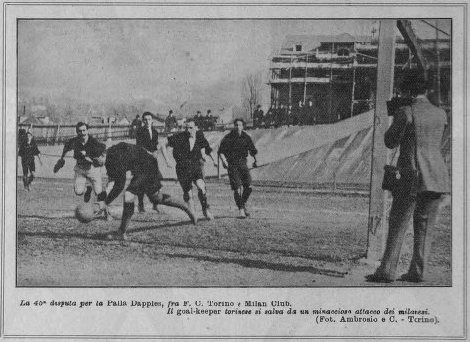
La sfida di Palla d'Argento Henri Dapples tra Torino e Milan del 28 marzo 1909. Per disputare tale partita, i due club si ritirarono dal campionato italiano, costituendo un grande affronto per la competizione, provocatoriamente ritenuta dai due club meno importante della Palla Dapples.

La competizione fu falcidiata dai boicottaggi: adducendo improvvisi impegni nella Palla Dapples, il Torino e il Milan non si presentarono ai derby del 28 marzo, quello dei rossoneri contro l'USM, poiché l'Inter rifiutò fin dal principio di partecipare ad un torneo che era l'antitesi del suo principio fondativo. Appresa la posizione degli altri due Football Clubs, vi si accodò anche il Genoa atteso dal derby del 2 maggio, stesso giorno in cui si ritirò anche la Pro Vercelli: quella delle casacche bianche fu la defezione più significativa, poiché dimostrava che gli stessi campioni d'Italia del 1908 consideravano il campionato federale 1909, peraltro anch'esso da loro vinto, e non questo campionato, quello assegnatario del titolo assoluto di quest'annata.
Il campionato italiano iniziò contestualmente alla conclusione del campionato federale, e aveva la stessa formula: eliminatorie regionali, due semifinali e una finale. La Juventus, eliminata dal Campionato Federale dal Torino, puntava al riscatto puntando alla vittoria del Campionato italiano; secondo la cronaca di La Stampa, infatti: «E la Juventus godrà di un certo riposo, che le auguriamo foriero di miglioramento di stile di gioco, e preludio necessario ad assicurarsi l'altro campionato, quello più ambito ancora: il Campionato italiano!». Fin dalle eliminatorie, tuttavia, il torneo fu caratterizzato da una serie di forfait da parte delle squadre "spurie internazionali". Il settimanale La Stampa Sportiva commentò: «I Campionati italiani di quest'anno, se pur volgono relativamente a bene perché con lodevole fretta verranno in breve sbrigati, dal lato sportivo rappresentano invece una specie di... liquidazione volontaria per gli inaspettati e numerosi forfait dichiaratisi alla vigilia delle eliminatorie regionali». Torino e Milan, prive di buoni elementi italiani, preferirono ritirarsi dal Torneo, spingendo il Genoa, che all'epoca si uniformava ad ogni decisione presa dai due club, a fare altrettanto. A maggio il torneo fu nei fatti compromesso quando si ritirò dal torneo anche l'italianissima Pro Vercelli la quale, pur detentrice uscente della Coppa Buni, ma fresca conquistatrice della Coppa Oberti, rinunciò volontariamente a difendere la prima, in quanto «troppo carica di allori e con tre o quattro elementi di prima squadra sotto le armi». Risultarono poi assai discutibili i motivi per cui Torino e Milan preferirono ritirarsi dal campionato, rinunciando alla disputa delle eliminatorie Juventus-Torino e US Milanese-Milan del 28 marzo: in quello stesso giorno torinisti e milanisti si dovevano scontrare in una gara di Palla Dapples. Il settimanale La Stampa Sportiva commentò: «Ora noi chiediamo alla Federazione: è giusto che senza motivo plausibile una Società rinunci ad un match di Campionato per effettuarne un altro di gara libera sul proprio campo, defraudando in tal modo il Club avversario degli introiti che il match fissato dal Calendario avrebbe potuto procurare? È o non è una canzonatura questa di rinunciare ad un incontro di Campionato, per sostenerne in sua vece un altro nello stesso giorno, sul proprio campo, per la Palla Dapples? In Inghilterra simili irregolarità verrebbero punite con forti ammende, ed un forfait non giustificato comporterebbe la squalifica della squadra da tutte le altre gare di Campionato. Ci pensi la nostra Federazione a frenare in tempo queste licenze... poco poetiche, per la serietà e la correttezza dello sport italiano.» Il risultato di tutti questi forfait è che nei fatti si disputò una sola gara di eliminatorie regionali, Juventus-Piemonte, che vide la sofferta vittoria bianconera, per 1-0, con rete decisiva siglata da Bianchi a soli cinque minuti dal termine. US Milanese e Andrea Doria si qualificarono direttamente alle semifinali per forfait di Milan e Genoa, mentre il Vicenza, unico iscritto nel Veneto, era già qualificato d'ufficio.
Nonostante i numerosi forfait che finirono con il comprometterne l'esito, il campionato continuò, continuando comunque a schierare squadre di sicuro valore come la US Milanese vicecampione federale 1909, la Doria, che tanto aveva fatto soffrire il pluridecorato Genoa nelle eliminatorie liguri del campionato federale, e la Juventus. In semifinale la Juventus affrontò i liguri della Doria: all'andata a Genova i liguri si imposero in rimonta per 3-1, ma i bianconeri riuscirono a ribaltare al ritorno, vincendo nel proprio campo per 4-2, rendendo dunque necessario uno spareggio in cui la Juventus ebbe la meglio solo al 15º minuto dell'oltranza con una risicata vittoria per 1-0. Nella semifinale lombardo-veneta, l'USM si sbarazzò con facilità dei veneti del Vicenza, espugnando il campo avversario per 2-1 e andando poi a travolgere i veneti per 8-0 sfruttando il fattore campo. La finale tra Juventus e USM fu assai equilibrata e i lombardi riuscirono a strappare un pareggio per 1-1 a Torino nella gara di andata; al ritorno però, nonostante il fattore campo sfavorevole, la Juventus seppe imporsi per 2-1, sfruttando anche la stanchezza mostrata nella ripresa dai milanesi, espugnando il campo dell'US Milanese e aggiudicandosi così il Campionato italiano e la Coppa Romolo Buni, vinti l'anno precedente dalla Pro Vercelli. Il settimanale La Stampa Sportiva commentò:
(La Stampa Sportiva #24 (1909), p. 17.)
Il suddetto sabotaggio del Campionato Italiano, tuttavia, determinò a posteriori la sua delegittimazione e il riconoscimento della Pro Vercelli campionato federale come campione nazionale assoluto a opera della FIF (divenuta nel frattempo FIGC). Si noti, comunque, che il Corriere della Sera, alcuni mesi dopo, discutendo delle squadre che probabilmente si sarebbero iscritte al campionato 1909-10, presentò la Pro Vercelli come campione federale 1909 e la Juventus come campione italiano 1909; si evince così che, all'epoca della stesura dell'articolo (fine ottobre 1909), il titolo della Juventus non era stato ancora disconosciuto (in caso contrario il redattore avrebbe definito la Pro Vercelli campione d'Italia 1909 e non avrebbe citato affatto il campionato vinto dai bianconeri).

## Squadre partecipanti

### Liguria
| Club         | Stagione | Città  | Stagione precedente |
| ------------ | -------- | ------ | --- |
| Andrea Doria | 1909     | Genova | - 3º posto nel girone finale del Campionato Italiano di Prima Categoria - Finalista del disconosciuto Campionato Federale |

- Genoa ritirato a calendario già compilato.

### Lombardia
| Club        | Stagione | Città  | Stagione precedente                                                   |
| ----------- | -------- | ------ | --------------------------------------------------------------------- |
| US Milanese | 1909     | Milano | 2º posto nel girone finale del Campionato Italiano di Prima Categoria |

- Milan ritirato a calendario già compilato.

### Piemonte
| Club     | Stagione | Città  | Stagione precedente |
| -------- | -------- | ------ | --- |
| Juventus | 1909     | Torino | - Eliminatorie piemontesi del Campionato Italiano di Prima Categoria - Vincitrice del disconosciuto Campionato Federale |
| Piemonte | 1909     | Torino | Vincitore del Campionato Italiano di Seconda Categoria 1908                                                             |

- Torino e Pro Vercelli ritirati a calendario già compilato.

### Veneto
| Club    | Stagione | Città   | Stagione precedente                                |
| ------- | -------- | ------- | -------------------------------------------------- |
| Vicenza | 1909     | Vicenza | Vincitore del Campionato veneto di Terza Categoria |

## Eliminatorie piemontesi

### Risultati

#### Calendario
| Arbitro: | Alziator (Milano) |

|             |           |  |
| Bianchi 85’ | Marcatori |  |

### Verdetto
- Juventus qualificata alle semifinali interregionali.

## Semifinali

### Liguria-Piemonte

#### Risultati

##### Calendario
| Arbitro: | Pasteur (Genova) |

|                                                        |           |                  |
| Sardi s.t. [1-1] Sardi s.t. [2-1] Calì rig. s.t. [3-1] | Marcatori | 5’ Gibezzi [0-1] |

| Arbitro: | Berardo (Torino) |

|                                         |           |                              |
| Goccione 3’ Bianchi C. 40’ Donna (s.t.) | Marcatori | 35’ Baietto Calì (rig. s.t.) |

###### Spareggio
| Arbitro: | Meazza (Milano) |

|                |           |  |
| Armano II 105’ | Marcatori |  |

### Lombardia-Veneto

#### Risultati

##### Calendario
| Vicenza 16 maggio 1909 Andata                                                           | Vicenza   | 1 – 2 referto                        | US Milanese |  |
| \| \| \| \| \| Boeche 75’ [1-0] \| Marcatori \| Cagliani s.t. [1-1] Pizzi s.t. [1-2] \| |           |                                      |             |  |
|                                                                                         |           |                                      |             |  |
| Boeche 75’ [1-0]                                                                        | Marcatori | Cagliani s.t. [1-1] Pizzi s.t. [1-2] |             |  |

| Milano 23 maggio 1909 Ritorno | US Milanese | 8 – 0 referto | Vicenza |  |
| \| \| \| \| \| Pizzi p.t., Boiocchi p.t., Boiocchi p.t., Cagliani p.t., Recalcati s.t., Varisco s.t., Cagliani s.t., Caimi s.t. \| Marcatori \| \| |             |               |         |  |
| |             |               |         |  |
| Pizzi p.t., Boiocchi p.t., Boiocchi p.t., Cagliani p.t., Recalcati s.t., Varisco s.t., Cagliani s.t., Caimi s.t.                                   | Marcatori   |               |         |  |

## Finale

### Risultati

#### Calendario
| Arbitro: | Gama (Milano) |

|               |           |              |
| Borel 5’ rig. | Marcatori | 44’ Boiocchi |

| Milano 6 giugno 1909 Ritorno                                              | US Milanese | 1 – 2 referto             | Juventus |  |
| \| \| \| \| \| Pizzi 31’[15] \| Marcatori \| 28’ Borel 50’ L. Barberis \| |             |                           |          |  |
|                                                                           |             |                           |          |  |
| Pizzi 31’                                                                 | Marcatori   | 28’ Borel 50’ L. Barberis |          |  |

### Verdetto
- Juventus vincitrice del Campionato Italiano (titolo non riconosciuto in conseguenza della vittoria del campionato federale da parte di una squadra tutta italiana).

### Squadra campione
| Giocatori (ruolo)    |
| -------------------- |
| Domenico Durante     |
| Alberto Barberis     |
| Angelo Besozzi       |
| Aldo Colombo         |
| Alfredo Ferraris     |
| Giovanni Goccione    |
| Chiaffredo Mastrella |
| Ernesto Borel        |
| Ettore Corbelli      |
| Carlo Bianchi        |
| Domenico Donna       |
| Giovanni Mazzonis    |

## L'unificazione nel campionatonazionale
Nell'assemblea federale del 1909 (1909-1910) si decise di unificare i due tornei federale e italiano in un solo campionato nazionale a girone unico, pur continuando formalmente ad assegnare i due titoli di Campione federale e di Campione italiano. Secondo l'articolo 2 del Regolamento dei Campionati della FIGC promulgato a Milano l'8 agosto 1909:
In realtà, come fece notare la Lettura Sportiva di Milano, «la famosa divisione netta, recisa, distinta delle prove di campionato in due categorie, federale e italiano, formalmente viene eliminata: non ne sussiste che la veste superficiale, la forma apparente per accontentare la maggioranza...» A chiarire il regolamento esplicitando la diminutio del titolo italiano rispetto a quello federale è un articolo del Corriere della sera datato 24 ottobre 1909: «un'altra novità di quest'anno è l'abbinamento del campionato federale con quello italiano in un solo ed unico campionato: ogni squadra, all'atto dell'iscrizione ai campionati federali, indica se intende concorrere anche a quelli italiani. Così se una squadra, composta esclusivamente di campioni italiani, riuscisse a classificarsi in testa ai prossimi campionati, verrebbe ad esser detentrice di entrambi i titoli di Campione federale e campione italiano 1910. La medesima squadra, classificandosi p.e. sesta, dopo battute le altre squadre italiane concorrenti, sarebbe sesta classificata nei Campionati federali e prima in quelli italiani».
Dopo questa stagione, anche i titoli federale e italiano, già accorpati in un singolo torneo, furono unificati in via definitiva. Inoltre la FIGC, che aveva già cancellato il titolo federale 1908 vinto dalla Juventus, disconobbe il titolo italiano 1909 vinto dalla Juventus e prese atto dello scarso valore sempre di quello italico della Pro Vercelli del 1910, in quanto screditati dai risultati e dai boicottaggi dei grandi club: già nell'Almanacco dello sport 1914, Pro Vercelli e Inter vengono, infatti, riportati in un albo d'oro aggiornato fino al 1911-12 come vincitrici uniche dei campionati 1908, 1909 e 1910.